# Alasdair MacIntyre
Alasdair MacIntyre (Glasgow, 12 de gener de 1929 — 21 de   maig de 2025) va ser un filòsof escocès especialitzat en filosofia moral i política. Es va formar a les universitats de Londres, Manchester i Oxford, i va exercir com a professor de filosofia en diverses institucions del Regne Unit i dels Estats Units, incloent-hi les universitats de Leeds, Essex, Oxford, Brandeis, Boston, Wellesley, Vanderbilt, Notre Dame, Yale i Duke, on era professor emèrit des del 2007.
És autor de més de dos-cents articles acadèmics i una vintena de llibres. La seva obra més destacada és After Virtue (1981), un assaig que va tenir un gran impacte en el pensament ètic contemporani i que es considera una de les contribucions més importants a la filosofia moral del segle xx. MacIntyre defensava una aproximació narrativa a l’ètica, lligada a la història i inspirada en l’aristotelisme, amb la qual analitzava la crisi moral de la modernitat. Aquest enfocament li va valer el qualificatiu d'«aristotèlic revolucionari».
Va ser membre de diverses institucions acadèmiques prestigioses: l’Acadèmia Americana de les Arts i les Ciències (1985), l’Acadèmia Britànica (1994), la Reial Acadèmia Irlandesa (1999) i la Societat Filosòfica Americana (2005).

## Obra filosòfica
Entre els primers treballs destaquen Marxism: An Interpretation (1953) i The Unconscious: A Conceptual Analysis (1958), així com A Short History of Ethics (1966). La seva obra més reconeguda és After Virtue (1981). Aquesta línia continua amb Whose Justice? Which Rationality? (1988), Three Rival Versions of Moral Enquiry (1990) i Dependent Rational Animals (1999). Va explorar la relació entre religió i filosofia en obres com God, Philosophy, Universities (2009) i va reflexionar sobre el desig i la raó pràctica en Ethics in the Conflicts of Modernity (2016). El conjunt de la seva producció inclou també reculls d’assajos i edicions de textos, així com estudis sobre figures com Edith Stein i Herbert Marcuse.